# Adjuntas
Adjuntas è una città di Porto Rico situata nella regione centro-occidentale dell'isola. L'area comunale confina a nord e a est con Utuado, a sud con Ponce, Peñuelas e Guayanilla e a ovest con Yauco e Lares. Il comune, che fu fondato nel 1815, oggi conta una popolazione di quasi 20 000 abitanti ed è suddiviso in 17 circoscrizioni (barrios).
Adjuntas è soprannominata "la Svizzera di Porto Rico" per via del suo clima relativamente freddo. Molte città di montagna portoricane hanno un clima più fresco rispetto al resto dell'isola; Adjuntas non fa eccezione: la temperatura media annua è di 21 °C (70  °F) (massima: 28  °C; minima: 14  °C). La temperatura più bassa di Porto Rico è stata registrata ad Adjuntas nel 2018, con 3  °C. Il suo clima mite attira un buon numero di turisti dell'isola durante i mesi estivi. La città ospita un piccolo hotel chiamato Monte Rio e un parador di buone dimensioni, ovvero una locanda di campagna, chiamata Villa Sotomayor.
Il codice postale di Adjuntas, 00601, è il codice postale più basso del sistema di codici postali degli Stati Uniti.

## Circoscrizioni
1. Adjuntas (capoluogo comunale)
2. Capáez
3. Garzas
4. Guayabo Dulce
5. Guayo
6. Guilarte
7. Juan González
8. Limaní
9. Pellejas
10. Portillo
11. Portugués
12. Saltillo
13. Tanamá
14. Vegas Abajo
15. Vegas Arriba
16. Yahuecas
17. Yayales